# 마이클 네스미스

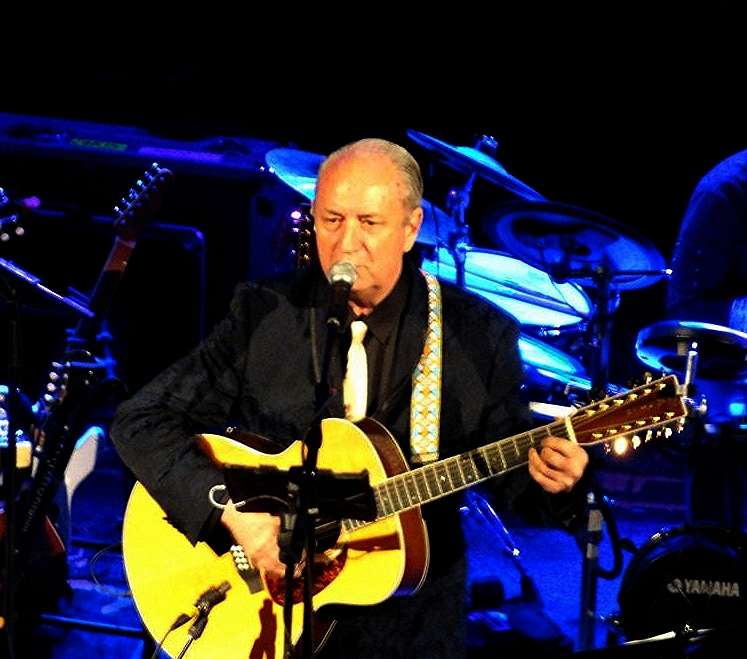
마이클 네스미스(2013년)

마이클 네스미스(영어: Michael Nesmith, 1942년 12월 30일~2021년 12월 10일)는 미국의 음악가, 가수, 소설가, 각본가, 영화배우, 연극 배우, 텔레비전 배우, 기타 연주자, 작곡가 겸 작사가, 싱어송라이터, 영화 프로듀서이다.
그는 미국 휴스턴 출신이다. 2021년 12월 10일 자택에서 심부전으로 사망했다.

## 영화
- 비디오테이프 대소동(1988년)
- 스퀘어 댄스(1987년)
- 리포 맨(1984년)
- 타임라이더(1982년)
- 헤드(1968년) - 마이크 역